# Steenstrupina-(Ce)
La steenstrupina-(Ce) és un mineral de la classe dels silicats, que pertany al grup de la steenstrupina. Rep el nom en honor de Knud Johannes Vogelius Steenstrup (7 de setembre de 1842 - 6 de maig de 1913), geòleg i explorador de Groenlàndia, qui va descobrir el mineral. Va treballar al Museu Geològic de la Universitat de Copenhaguen de 1866 a 1889, realitzant nou viatges a Groenlàndia, un dels quals va durar dos anys i mig. Originàriament es va anomenar simplement steenstrupina. El sufix es va afegir el 1987 per denominar l'element dominant de la terra rara, el ceri, segons la regla de Levinson.

## Característiques
La steenstrupina-(Ce) és un silicat de fórmula química Na14Mn2+₂(Fe3+,Mn3+)₂Ce₆(Zr,Th)(Si₆O18)₂(PO₄)₆(HPO₄)(OH)₂·2H₂O. Cristal·litza en el sistema trigonal. La seva duresa a l'escala de Mohs és 4.
Segons la classificació de Nickel-Strunz, la steenstrupina-(Ce) pertany a «09.CK - Ciclosilicats, amb enllaços senzills de 6 [Si₆O18]12-, amb anions complexos aïllats» juntament amb els següents minerals: fluorschorl, fluorbuergerita, cromodravita, dravita, elbaïta, feruvita, foitita, liddicoatita, olenita, povondraïta, schorl, magnesiofoitita, rossmanita, oxivanadiodravita, oxidravita, oxirossmanita, cromoaluminopovondraïta, fluordravita, fluoruvita, abenakiïta-(Ce), scawtita i torosteenstrupina.

## Formació i jaciments
Va ser descoberta al fiord Kangerluarsuk, al complex d'Ilímaussaq, a Narsaq (Kujalleq, Groenlàndia). Ha estat descrita en força altres indrets del municipi de Kujalleq, així com al Canadà, els Estats Units i Rússia.